# Stefany Cuadrado
Cuadrado  Florez est un nom espagnol. Le premier nom de famille, en général paternel, est Cuadrado ; le second, en général maternel, souvent omis, est Florez.
Stefany Lorena Cuadrado Florez, née le 2 mai 2006 à Caucasia, est une coureuse cycliste colombienne, spécialisée dans les épreuves de sprint sur piste.

## Biographie
Stefany Cuadrado pratique à l'origine le tennis de table et découvre le cyclisme pendant la pandémie de covid-19. Encouragée par son professeur de sport à participer aux championnats scolaires, elle remporte toutes les épreuves lors de sa première compétition sur piste en 2021. En 2022, elle participe avec succès à un stage de sélection nationale. Aux championnats panaméricains juniors (moins de 19 ans), organisés à Asunción en mai 2023, elle remporte trois médailles d'or dans les disciplines du sprint : 500 mètres, vitesse individuelle et par équipes. Trois mois plus tard, devant son public à Cali, elle devient championne du monde juniors du keirin et vice-championne du monde de vitesse. 
En 2024, elle participe à la Coupe des nations ainsi qu'aux championnats panaméricains élites et juniors. Lors de ces derniers, elle remporte les quatre titres dans les disciplines du sprint. Elle est sélectionnée par la Fédération colombienne pour les Jeux olympiques de 2024, alors qu'elle est encore junior. Elle court aux côtés de Martha Bayona, terminant 17e de la vitesse et 23e du keirin. Lors de la qualification de la vitesse, elle bat le record du monde junior du 200 mètres, vieux de sept ans, avec un temps de 10,508 secondes. Quelques semaines plus tard, de retour chez les juniors, elle devient triple championne du monde sur le 500 mètres, le keirin et la vitesse.
En avril 2025, elle remporte quatre médailles aux championnats panaméricains, dont le titre sur le 500 mètres.

## Palmarès

### Jeux olympiques
| Édition / Épreuve | Keirin | Vitesse individuelle |
| Paris 2024        | 23e    | 17e                  |

### Championnats du monde
| Édition / Épreuve      | 500 mètres | Keirin | Vitesse individuelle |
| Cali 2023 (juniors)    |            | Or     | Argent               |
| Luoyang 2024 (juniors) | Or         | Or     | Or                   |

### Championnats panaméricains
- 2023 (juniors)
  -  Championne panaméricaine du 500 mètres juniors
  -  Championne panaméricaine de vitesse juniors
  -  Championne panaméricaine de vitesse par équipes juniors
  -  Médaillée d'argent du keirin juniors
- 2024 (juniors)
  -  Championne panaméricaine du 500 mètres juniors
  -  Championne panaméricaine du keirin juniors
  -  Championne panaméricaine de vitesse juniors
  -  Championne panaméricaine de vitesse par équipes juniors
- Asuncion 2025
  -  Championne panaméricaine du 500 mètres
  -  Médaillée d'argent de la vitesse
  -  Médaillée d'argent de la vitesse par équipes
  -  Médaillée de bronze du keirin

### Championnats nationaux
- Medellín 2024
  -  Championne de Colombie de vitesse par équipes (avec Martha Bayona, Juliana Gaviria et Yarli Mosquera)[6]